# Úrvalsdeild Karla 1950
La Úrvalsdeild Karla 1950 fue la 39.ª edición del campeonato de fútbol islandés. El campeón fue el KR, que ganó su decimotercer título.

## Tabla de posiciones
|   | Equipo          | PJ | G | E | P | GF | GC | DG | Pts |
| - | --------------- | -- | - | - | - | -- | -- | -- | --- |
| 1 | KR Reykjavik    | 4  | 2 | 2 | 0 | 7  | 3  | +4 | 6   |
| 2 | Fram Reykjavik  | 4  | 2 | 1 | 1 | 8  | 4  | +4 | 5   |
| 3 | Valur Reykjavik | 4  | 0 | 3 | 1 | 6  | 7  | -1 | 3   |
| 4 | Víkingur        | 4  | 1 | 1 | 2 | 8  | 11 | -3 | 3   |
| 5 | ÍA Akraness     | 4  | 1 | 1 | 3 | 5  | 9  | -4 | 3   |